# Volksbank Glan-Münchweiler
Die Volksbank Glan-Münchweiler eG ist eine deutsche Genossenschaftsbank mit Sitz in der rheinland-pfälzischen Gemeinde Glan-Münchweiler im Landkreis Kusel.

## Geschichte
Die Volksbank Glan-Münchweiler eG wurde am 21. Februar 1875 gegründet. Im Jahre 1964 wurde die erste Filiale in Steinwenden eröffnet. Zwischen 1965 und 1975 fanden weitere Filialneueröffnungen und auch Fusionen statt.
Im Jahr 1968 fusionierte die damalige Raiffeisenkasse Glan-Münchweiler eGmbH mit der Raiffeisenkasse Gimsbach eGmbH mit dem Sitz in Gimsbach und der Raiffeisenkasse Niedermohr eGmbH mit dem Sitz in Niedermohr, gefolgt von der Fusion mit der Raiffeisenkasse Godelhausen-Theisbergstegen eGmbH mit dem Sitz in Godelhausen im Folgejahr. Im Jahr 1973 erfolgte dann die Fusion der Raiffeisenkasse Glan-Münchweiler eGmbH mit der Volksbank Glan-Münchweiler eGmbH zur Volksbank Glan-Münchweiler eGmbH. Diese fusionierte dann im Jahr 1974 mit der Raiffeisenkasse Neunkirchen am Potzberg eG mit dem Sitz in Neunkirchen am Potzberg zur heutigen Volksbank Glan-Münchweiler eG.
Die Raiffeisenkasse Herschweiler-Pettersheim und Umgebung eG mit dem Sitz in Herschweiler-Pettersheim fusionierte anschließend im Jahr 1975 mit der Volksbank Glan-Münchweiler eG und letztmals fusionierte die Volksbank Glan-Münchweiler eG im Jahr 1990 mit der Raiffeisenbank Bedesbach eG mit dem Sitz in Bedesbach. Die im Rahmen der Fusionen mit der Volksbank Glan-Münchweiler eG verschmolzenen Genossenschaftsbanken haben zuvor bereits auch wie folgt fusioniert:
- 1953 – Fusion der Raiffeisenkasse Herschweiler-Pettersheim eGmuH mit dem Spar- und Darlehnskassenverein eGmuH Ohmbach	mit dem Sitz in Ohmbach zur Raiffeisenkasse Herschweiler-Pettersheim und Umgebung eGmuH
- 1956 – Fusion der Raiffeisenkasse Herschweiler-Pettersheim und Umgebung eGmuH mit der Raiffeisenkasse Krottelbach eGmuH mit dem Sitz in Krottelbach
- 1963 – Fusion der Raiffeisenkasse Niedermohr eGmbH mit der Raiffeisenkasse Reuschbach e.G.m.b.H mit dem Sitz in Reuschbach
- 1964 – Fusion der Raiffeisenkasse Kreimbach eGmuH	9726 mit dem Sitz in Kreimbach mit der Raiffeisenkasse Roßbach eGmuH mit dem Sitz in Roßbach
- 1966 – Fusion der Raiffeisenkasse Bedesbach eGmbH	mit der Raiffeisenkasse Erdesbach eGmbH mit dem Sitz in Erdesbach zur Raiffeisenbank Bedesbach eGmbH
- 1966 – Fusion der Raiffeisenkasse Niedermohr eGmbH mit der Raiffeisenkasse Obermohr eGmbH	mit dem Sitz in Obermohr
- 1966 – Fusion der Raiffeisenkasse Kreimbach eGmbH	mit der Raiffeisenkasse Morbach eGmbH mit dem Sitz in Morbach und der Raiffeisenkasse Oberweiler-Tiefenbach eGmbH mit dem Sitz in Oberweiler-Tiefenbach zur Raiffeisenkasse Kreimbach und Umgebung eGmbH
- 1966 – Fusion der Raiffeisenkasse Herschweiler-Pettersheim und Umgebung eGmbH mit der Raiffeisenkasse Wahnwegen eGmbH	mit dem Sitz in Wahnwegen
- 1966 – Fusion der Raiffeisenkasse Föckelberg eGmbH mit dem Sitz in Föckelberg mit der Raiffeisenkasse Neunkirchen am Potzberg eGmbH
- 1967 – Fusion der Raiffeisenkasse Kreimbach und Umgebung eGmbH mit der Raiffeisenkasse Rothselberg eGmbH mit dem Sitz in Rothselberg
- 1967 – Fusion der Raiffeisenkasse Herschweiler-Pettersheim und Umgebung eGmbH	mit der Raiffeisenkasse Langenbach eGmbH mit dem Sitz in Langenbach
- 1969 – Fusion der Raiffeisenbank Bedesbach eGmbH mit der Raiffeisenkasse Ulmet eGmbH mit dem Sitz in Ulmet
- 1970 – Fusion der Raiffeisenkasse Altenglan eGmbH	mit dem Sitz in Altenglan und der Raiffeisenkasse Bosenbach eGmbH mit dem Sitz in Bosenbach mit der Raiffeisenbank Bedesbach eGmbH
- 1975 – Fusion der Raiffeisenkasse Kreimbach und Umgebung eG mit der Raiffeisenkasse Heimkirchen eG mit dem Sitz in Heimkirchen
- 1986 – Fusion der Raiffeisenbank Bedesbach eG	mit der Raiffeisenkasse Kreimbach und Umgebung eG

## Rechtsverhältnisse
Die Volksbank Glan-Münchweiler eG (lt. GnR „Volksbank Glan-Münchweiler eingetragene Genossenschaft“) ist im Genossenschaftsregister beim Amtsgericht Kaiserslautern unter GnR 20106 eingetragen.

## Organisationsstruktur
Rechtsgrundlagen sind das Genossenschaftsgesetz und die durch die Vertreterversammlung beschlossene Satzung. Organe der Bank sind der Vorstand, der Aufsichtsrat und die Vertreterversammlung.

## Sicherungseinrichtung
Die Volksbank Glan-Münchweiler eG ist der amtlich anerkannten Sicherungseinrichtung des Bundesverbandes der Deutschen Volksbanken und Raiffeisenbanken GmbH und der zusätzlichen freiwilligen Sicherungseinrichtung des Bundesverbandes der Deutschen Volksbanken und Raiffeisenbanken e.V. angeschlossen.

## Geschäftsausrichtung
Die Volksbank Glan-Münchweiler eG betreibt das Universalbankgeschäft. Im Verbundgeschäft arbeitet sie mit der DZ Bank, R+V Versicherung, Bausparkasse Schwäbisch Hall, Teambank, VR Smart Finanz, DZ Hyp und der Union Investment zusammen.

## Geschäftsgebiet
Das Geschäftsgebiet liegt im Süden des Landkreises Kusel und im Westen den Landkreises Kaiserslautern
An diesen Orten betreibt die Bank Filialen:
- Glan-Münchweiler (Hauptstelle, jur. Sitz)
- Altenglan (Geschäftsstelle)
- Miesau (Geschäftsstelle)
- Nanzdietschweiler (Geschäftsstelle)
- Schönenberg (Geschäftsstelle)
- Herschweiler-Pettersheim (Geschäftsstelle)
- Niedermohr (Geschäftsstelle)
- Steinwenden (Geschäftsstelle)
- Ramstein (Geschäftsstelle)
- Landstuhl (Geschäftsstelle)